# Paula Peixoto Dourado
Paula Peixoto Dourado é uma socióloga portuguesa. É licenciada em Relações Internacionais pela Universidade do Minho, mestre em Conceção, Gestão e Avaliação de Projetos em Parceria pela Universidade Católica Portuguesa, e doutorada em sociologia, pela Universidade do Porto. É conhecida pelo seu trabalho relacionado ao desenvolvimento regional, políticas públicas, capacitação de território, organizações e pessoas.
Além da vida académica, é responsável pela divisão de planeamento estratégico e empreendedorismo e o serviço de relações internacionais da Câmara Municipal de Vila Nova de Famalicão. Na vida política, faz parte do grupo municipal do Partido Social Democrata (PSD) de Vila Nova de Famalicão, tendo sido deputada municipal do mesmo partido. Foi igualmente diretora da Agência de Desenvolvimento Regional do Vale do Ave.

## Contribuições e Pesquisa

### Obras

#### O m(in)istério do desenvolvimento do território: sobre a construção social e política do Vale do Ave entre 1985-2013
Nesta obra, a autora oferece uma análise detalhada das correntes teóricas do desenvolvimento e a sua interação com as políticas públicas, com o objetivo de enriquecer o entendimento do campo político e institucional do desenvolvimento. Explorando a perspetiva da sociologia política e do desenvolvimento, a autora investiga a ascensão do território do vale do Ave como uma unidade de ação política, examinando as suas relações com políticas especiais, a intervenção da administração central e as consequências institucionais decorrentes. Uma das principais conclusões da sua pesquisa é a identificação de inconsistências institucionais que sugerem um movimento em direção ao descentramento do poder regional para o local. Esse fenómeno aponta para uma possível transição para formas mais descentralizadas de governança e desenvolvimento, destacando a importância de adaptar as estruturas institucionais para atender às demandas específicas de cada território. A autora destaca a falta de uma estruturação eficaz para o desenvolvimento no território do vale do Ave, revelando desafios mais amplos enfrentados no campo do desenvolvimento regional.

## Controvérsias Políticas
Então deputada municipal pelo PSD, foi envolvida em controvérsias devido à sua contratação pela Câmara Municipal de Vila Nova de Famalicão. Durante o seu segundo mandato, Dourado celebrou três contratos de avença com a autarquia, totalizando 130 mil euros, o que viola o Estatuto dos Eleitos Locais e o Regimento da Assembleia Municipal de Vila Nova de Famalicão. Em resposta às críticas e questionamentos, a autarquia justificou a contratação com base nas necessidades dos serviços e competências de Dourado. Contudo, a situação gerou acusações de "atropelos de legalidade" e questionamentos sobre a ética no processo de contratação. 
Além disso, Dourado respondeu por vários crimes num megaprocesso envolvendo a Associação Industrial do Minho (AIMinho), incluindo fraude na obtenção de subsídio, branqueamento e fraude fiscal. Com julgamento marcado, a ex-deputada, que também foi candidata a vereadora nas últimas eleições, passou a integrar o quadro permanente de funcionários do município. 